# Kervin Arriaga
 (janvier 2022).
Kervin Arriaga, né le 5 janvier 1998 à Puerto Cortés, est un footballeur international hondurien. Il joue au poste de défenseur central ou de milieu défensif au Levante UD.

## Biographie

### En club
Il fait ses débuts avec le CD Platense le 5 février 2017 lors d'une victoire 3-1 contre le Juticalpa FC en championnat. Il marque son premier but le 12 avril 2017, lors d'un match nul avec la Real Sociedad.
Le 23 juillet 2019, il signe avec le CD Marathón. Le 17 août, suivant il joue son premier match lors d'une victoire de son équipe contre le Lobos UPNFM (1-0). Il inscrit son premier but le 28 septembre 2019, lors d'une victoire 2-1 face au FC Motagua.
Le 16 février 2022, il est transféré à Minnesota United en Major League Soccer où il s'engage pour une durée de deux saisons.

### En sélection
Il joue son premier match international avec le Honduras le 10 octobre 2020, lors d'une rencontre amicale contre le Nicaragua. Il délivre à cette occasion sa première passe décisive (score final : 1-1).
Il signe son premier but en sélection le 16 janvier 2022, lors d'un match amical contre la Colombie (défaite 1-2).

## Palmarès
| CD Platense - Coupe du Honduras (1) : - Vainqueur : 2018. |  | Honduras olympique - Jeux panaméricains : - Argent : 2019. |